# Tethygonium variabile
Tethygonium variabile es una especie de crustáceo isópodo marino de la familia Paramunnidae.

## Distribución geográfica
Se distribuye por el mar Mediterráneo.